# تشرنیوس
تشرنیوس (به چکی: Černěves) یک منطقهٔ مسکونی در جمهوری چک است که در ناحیه لیتومیریتسه واقع شده‌است. تشرنیوس ۴٫۵۴ کیلومتر مربع مساحت و ۲۲۶ نفر جمعیت دارد و ۱۵۳ متر بالاتر از سطح دریا واقع شده‌است.